# Церковь Сан-Фантин
Церковь Сан-Фантин или Сан-Фантино (итал. La Chiesa di San Fantino) — римско-католическая церковь в сестиере (районе) Сан-Марко в Венеции, Италия. Расположена рядом со Скуолой Гранде-ди-Сан-Фантин и театром Ла Фениче на площади Сан-Фантин (Campo San Fantin).

## История
Эта приходская церковь была впервые построена в X веке под патронажем патрицианских семей из Бароцци, Альдичины и Эквилии. Реконструкцию взяла на себя семья Пизани, установившая в церкви чудотворную икону Девы Марии Милующей (Santa Maria delle Grazie), полученную ими с Востока. Церковь Сан-Фантин к XV веку стала называться церковью Санта-Мария-делле-Грацие-ди-Сан-Фантино (Святой Марии Сан-Фантино Милующей). Кардинал Джованни Баттиста Дзено, умерший в 1501 году, завещал десять тысяч дукатов на реконструкцию церкви. В эту церковь был перенесён ряд реликвий, в том числе тело святой Марцелины и рука мученика святого Трифона.
Строительство церкви велось в 1507—1564 годах, оно было поручено многим архитекторам, от Пьетро Ломбардо, Себастьяно Мариани, а затем до Якопо Сансовино. Церковь отличается суровой простотой, но необычно выглядит мощный фигурный карниз, огромное термальное окно в верхней части фасада, увенчанного небольшим, но причудливым барочным фронтоном. Внутри три нефа перекрыты крестовыми сводами. Центральный неф завершается полукруглой апсидой.
Над дверью сакристии церкви хранится погребальная урна Винчигерры Дандоло работы Туллио Ломбардо. В 1908 году отмечалось, что в церкви хранятся две картины Дж. Б. Пьяццетты: «Освобождение Венеции от чумы» и «Пьета». В церкви ранее находились картины «Святое семейство», приписываемое Джованни Беллини, «Распятие» Леонардо Короны и «Посещение Марии Елизаветой» Тинторетто. Эти работы позднее были перенесены в другие храмы.

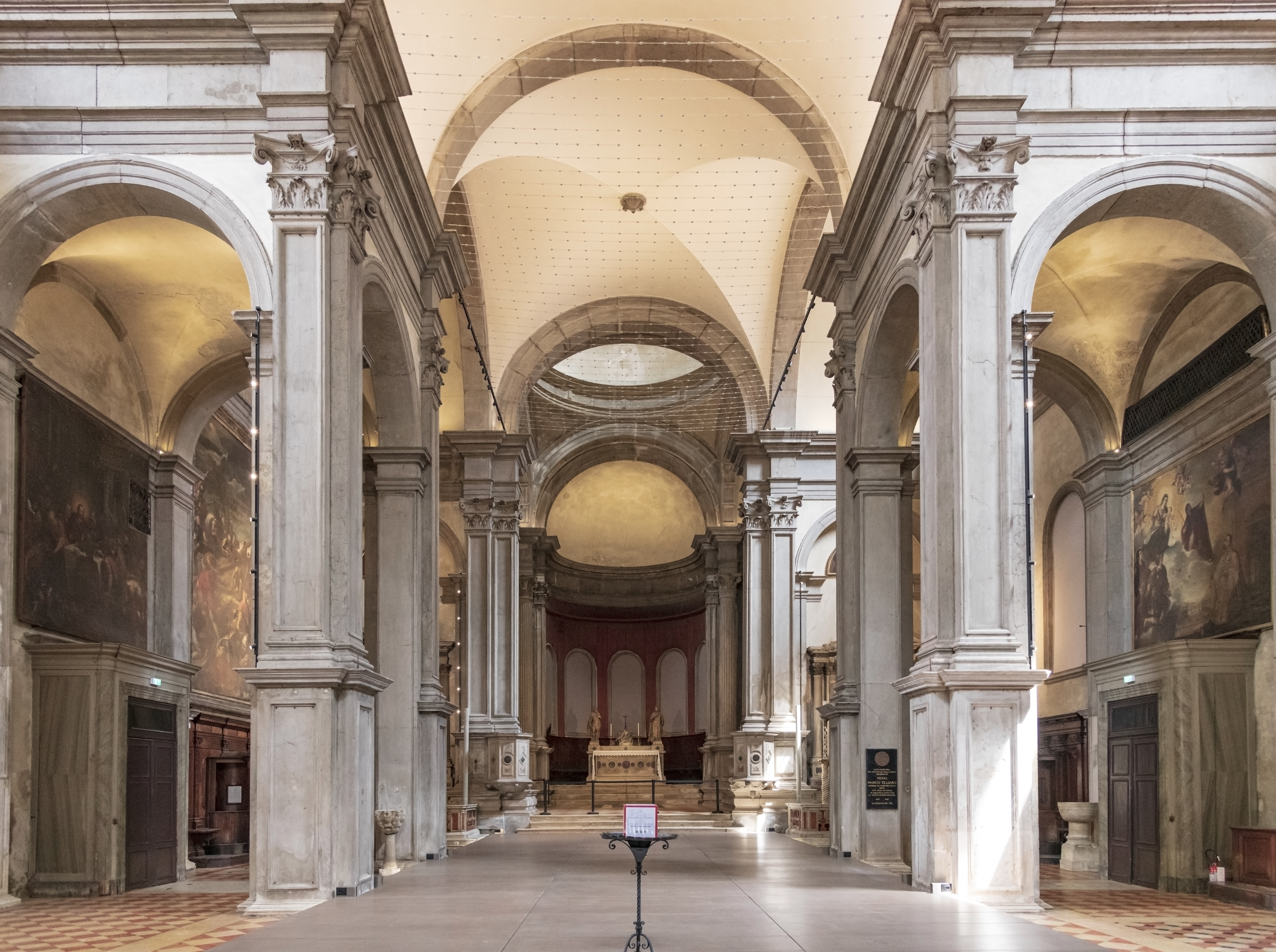
Интерьер церкви
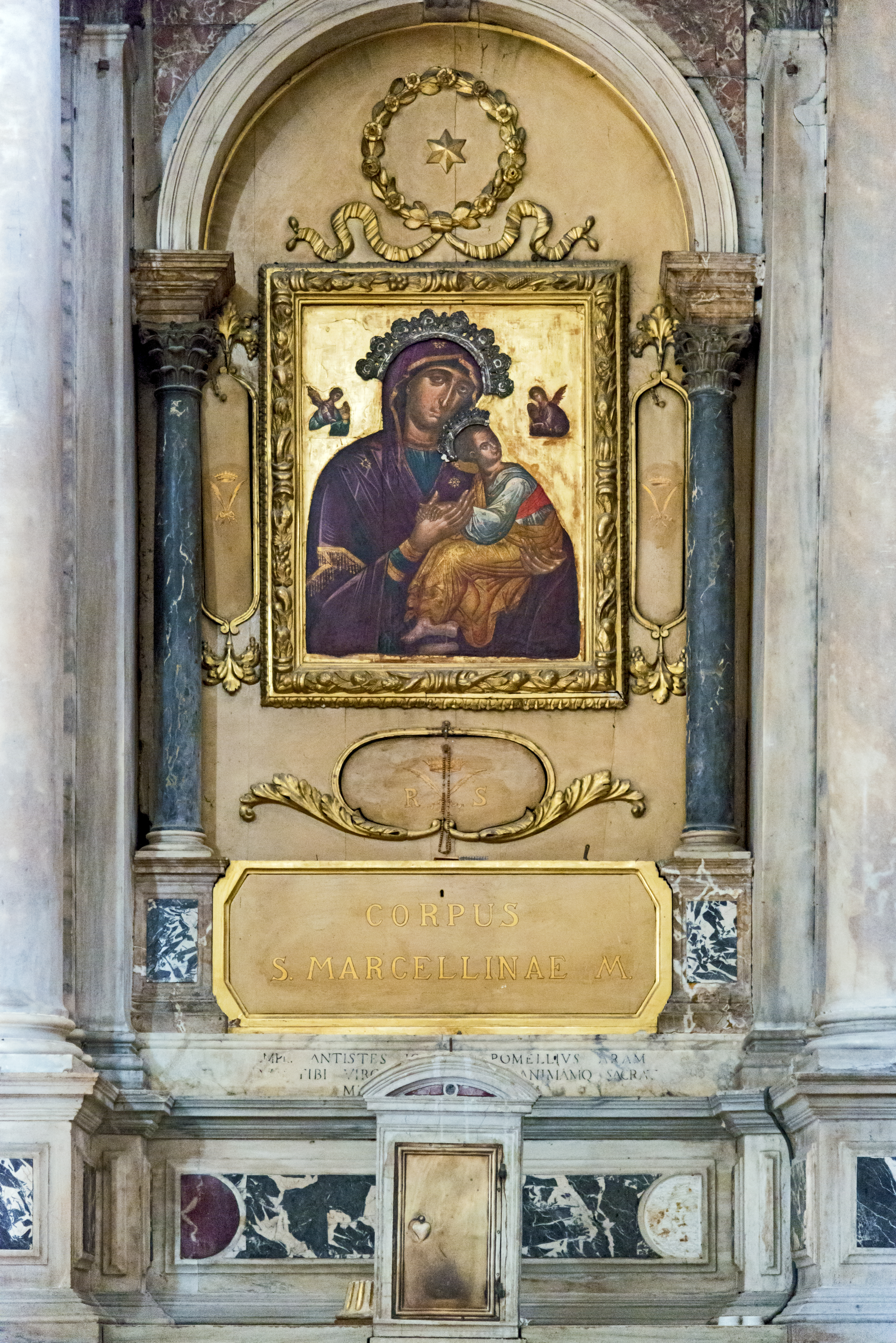
Чудотворная икона Девы Марии Милующей
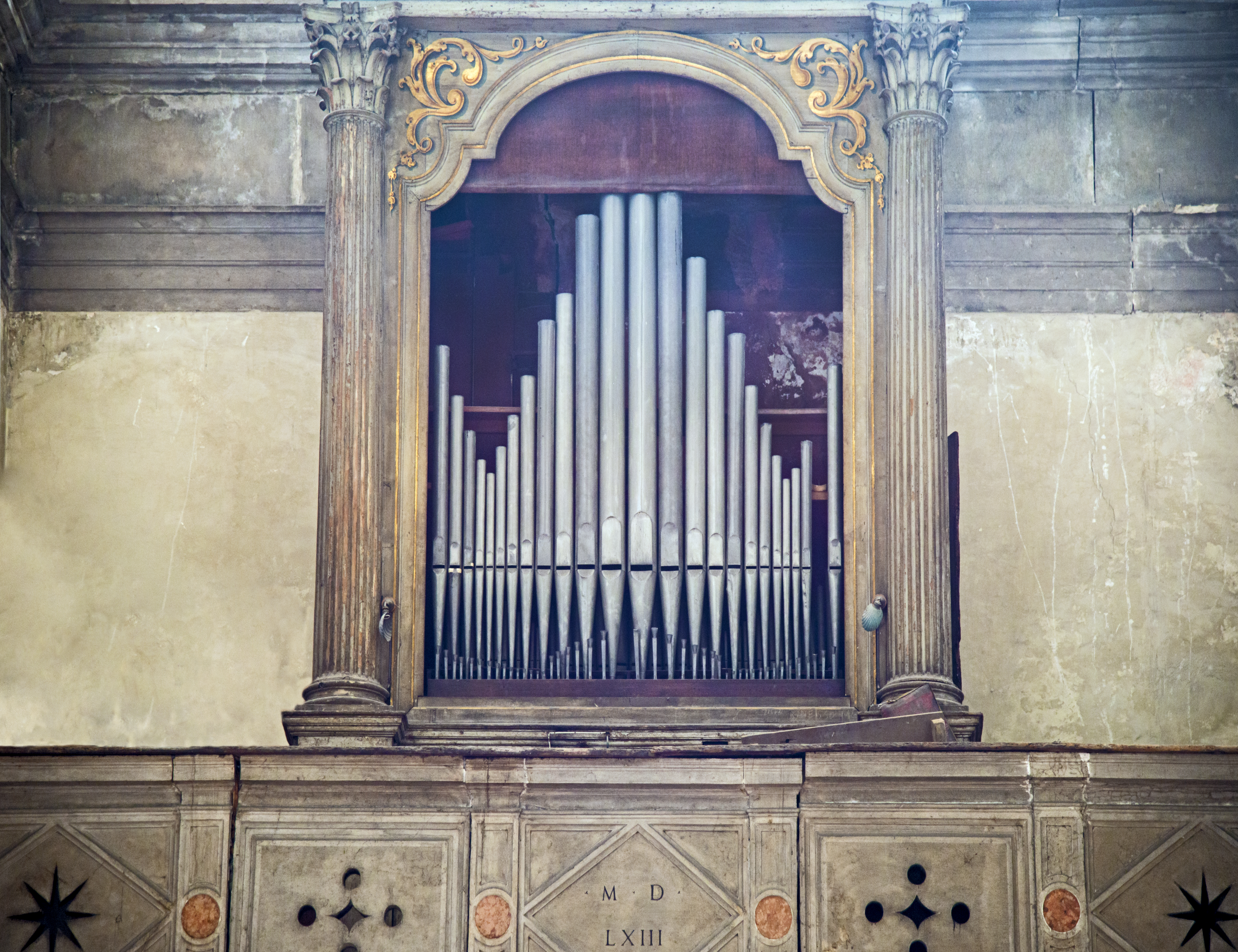
Орган